# Ibrahima Cissoko
Ibrahima Cissoko (Thiaroye, 18 aprile 2003) è un calciatore senegalese, centrocampista del Bizertin.

## Carriera

### Club
Cissoko ha iniziato a giocare a calcio in Senegal con la maglia del Gorée. Nel febbraio del 2022 è stato ceduto in prestito all'Haugesund, ma non ha disputato alcun incontro ufficiale durante la sua permanenza in Norvegia.
Rientrato in Senegal, nel giugno del 2023 è stato ceduto a titolo definitivo al Bizertin, club della prima divisione tunisina.

### Nazionale
Ha giocato nella nazionale senegalese Under-17.
Nel 2023, con il Senegal Under-20, ha vinto la Coppa d'Africa Under-20 ed ha partecipato al Mondiale Under-20.

## Statistiche

### Presenze e reti nei club
Statistiche aggiornate al 18 novembre 2023.
| Stagione        | Squadra         | Campionato      | Campionato | Campionato | Coppe nazionali | Coppe nazionali | Coppe nazionali | Coppe continentali | Coppe continentali | Coppe continentali | Altre coppe | Altre coppe | Altre coppe | Totale | Totale | Totale |
| Stagione        | Squadra         | Comp            | Pres       | Reti       | Comp            | Pres            | Reti            | Comp               | Pres               | Reti               | Comp        | Pres        | Reti        | Pres   | Reti   |        |
| --------------- | --------------- | --------------- | ---------- | ---------- | --------------- | --------------- | --------------- | ------------------ | ------------------ | ------------------ | ----------- | ----------- | ----------- | ------ | ------ | ------ |
| 2023-2024       | Bizertin        | L1              | 24         | 4          | CT              | 2               | 0               | -                  | -                  | -                  | -           | -           | -           | 26     | 4      |        |
| 2024-2025       | Bizertin        | L1              | 4          | 0          | CT              | 0               | 0               | -                  | -                  | -                  | -           | -           | -           | 4      | 0      |        |
| Totale carriera | Totale carriera | Totale carriera | 28         | 4          |                 | 2               | 0               |                    | -                  | -                  |             | -           | -           | 30     | 4      |        |

## Palmarès

### Nazionale
- Coppa delle nazioni africane Under-20: 1

Egitto 2023